# Marc Thomas (Sänger)
Marc Thomas (* 4. Dezember 1959 in Paris; † 25. November 2015 ebendort) war ein französischer Jazzmusiker (Gesang, Tenor- und Sopransaxophon). Der Sänger mit der Stimme eines Crooners wurde als „König des französischen Scat“ bezeichnet.

## Leben und Wirken
Thomas, dessen Vater aus Guadeloupe stammte, sang früh und entdeckte das Saxophon als Jugendlicher. Mit 16 Jahren nahm er Unterricht am Centre d’informations musicales, wo ihn Michel Roques und Jean-Claude Fohrenbach unterrichteten. In dieser Zeit wurde auch sein Gesangstalent entdeckt; er trat ab 1978 auf Pariser Bühnen auf, unter anderem im Jazzclub Le Duc des Lombards.
Thomas gewann den Wettbewerb von La Défense 1979 und erneut 1981 (mit Michel Godard und Bakea). Zwischen 1980 und 1986 gehörte er zu Urban Sax. Er spielte auch mit Henri Guédon, Jérôme Savary, Sonny Rollins, Lee Konitz, Billy Hart, Marva Wright, Houston Person, Michel Graillier, Charles Bellonzi, Georges Arvanitas und Emmanuel Bex. Als Sänger wirkte er 1992 in La bande des Fous mit Jean-Loup Longnon, Daniel Huck und Michel Graillier. Am Centre d’informations musicales, wo er 1992 Lehrer wurde, arbeitete er mit Christiane Legrand, Jean-Claude Briodin und Mimi Perrin.
Ende der 1990er Jahre bildete er das Black Jack Quartet mit Jacky Samson, Bibi Louison und Lucien Dobat. 1998 wurde er für die Victoires de la Musique nominiert. Er tourte weltweit mit seinem High Society Orchestra. Er nahm mehrere Alben unter eigenem Namen auf.
2015 war er in dem Musical Gospel sur la Colline engagiert. Er ist auch auf Alben von Papa Wemba, Black Label, Luigi Trussardi  und Claude Bolling zu hören. Auf Claude Tissendiers Album Coutissimo sang er mit Michele Hendricks.
Thomas wurde am 25. November 2015, kurz vor seinem 56. Geburtstag, tot in seiner Wohnung aufgefunden.

## Diskographische Hinweise
- Le Soir, Black & Blue 2002
- Marc Thomas Quartet, Quai West, Ze Famous Productions 2003
- Marc Thomas Sessions, Love Songs, docnaud prod 2009
- Marc Thomas New Quartet, Shining Hours, Amazone 2011
- Pardon My French, Ze Famous Productions 2014